# دهوک بدهال
دهوک بدهال (به انگلیسی: Dhoke Budhal) یک منطقهٔ مسکونی در پاکستان است که در Narali واقع شده‌است. دهوک بدهال ۱٬۵۰۰ نفر جمعیت دارد.